# Усачики вершинные
Усачики вершинные (лат. Pogonochaerus) — род жесткокрылых (жуков) из трибы Pogonocherini подсемейства Ламиины семейства усачей. В ископаемом состоянии известен из балтийского янтаря.

## Описание
Надкрылья ребристые, с чёрными волосяными щётками (пучками) на внутреннем ребре.

## Систематика
В составе рода:
- Подрод: Pogonocherus Dejean, 1821

- Вид: Pogonocherus anatolicus K.Daniel, 1898
- Вид: Pogonocherus caroli Mulsant 1862
- Вид: Pogonocherus hispidulus (Piller, Mitterpacher, 1783)
- Вид: Pogonocherus hispidus (Linnaeus, 1758)
- Вид: Pogonocherus neuhausi J.Müller, 1916
- Вид: Pogonocherus perroudi Mulsant, 1839
- Вид: Pogonocherus ressli Holzschuh, 1977
- Вид: Pogonocherus sieversi Ganglbauer, 1886

- Подрод: Pityphilus Mulsant, 1863

- Вид: Pogonocherus decoratus Fairmaire, 1855
- Вид: Pogonocherus fasciculatus (DeGeer, 1775)
- Вид: Pogonocherus inermicollis Reitter, 1894
- Вид: Pogonocherus ovatus (Goeze, 1777)